# FIFA 2000
FIFA 2000, i Nordamerika: FIFA 2000: Major League Soccer, är ett fotbollsspel utvecklat av EA Canada och utgivet av Electronic Arts. En nyhet var att man kunde spela över flera säsonger, och kämpa kring upp- och nedflyttningsstreck. Dessutom hade MLS-klubbarna för första gången officiell licens.

### Fotnoter
1. ↑  ”FIFA 2000” (på engelska). IGN. 29 juli 1999. http://uk.ign.com/articles/1999/07/30/fifa-2000-4. Läst 20 mars 2015.